# Fritz X
Fritz X és el nom més comú per a una bomba guiada antivaixell alemanya, llançada des d'avions, que es va utilitzar durant la Segona Guerra Mundial. Fritz X era el nom en codi que li van donar els Aliats; altres noms inclouen Ruhrstahl SD 1400 X, X-1, PC 1400X o FX 1400 (de l'última denominació sorgeix el nom "Fritz X"). Pot ser considerada com la precursora més important de les modernes i precises bombes intel·ligents en servei a les forces armades de tot el món.

## Disseny
La Fritz X va ser un desenvolupament de bomba d'alt poder explosiu SD 1400 (Splitterbombe dickwandig 1400kg.; "bomba fragmentària perforant de 1400 kg"). Va rebre un morro més aerodinàmic, quatre petites aletes d'1,4 m d'envergadura i una cua en forma de caixa. La bomba era guiada cap al seu blanc mitjançant ones de ràdio des de l'avió llançador. El tripulant que guiava la bomba havia de mantenir contacte visual amb aquesta, i per això es van instal·lar bengales en les aletes per tal que deixessin un deixant de fum que fos fàcil de visualitzar des de l'avió llançador. El desavantatge consistia que l'avió havia de romandre volant sobre el blanc durant el guiat, exposant a l'artilleria antiaèria i als possibles avions enemics que pogués haver per la zona. La Fritz X havia de ser llançada des d'una altura major als 4.000m. Si funcionava correctament, podia perforar fins a 500 mm de blindatge d'acer.

## Servei operatiu

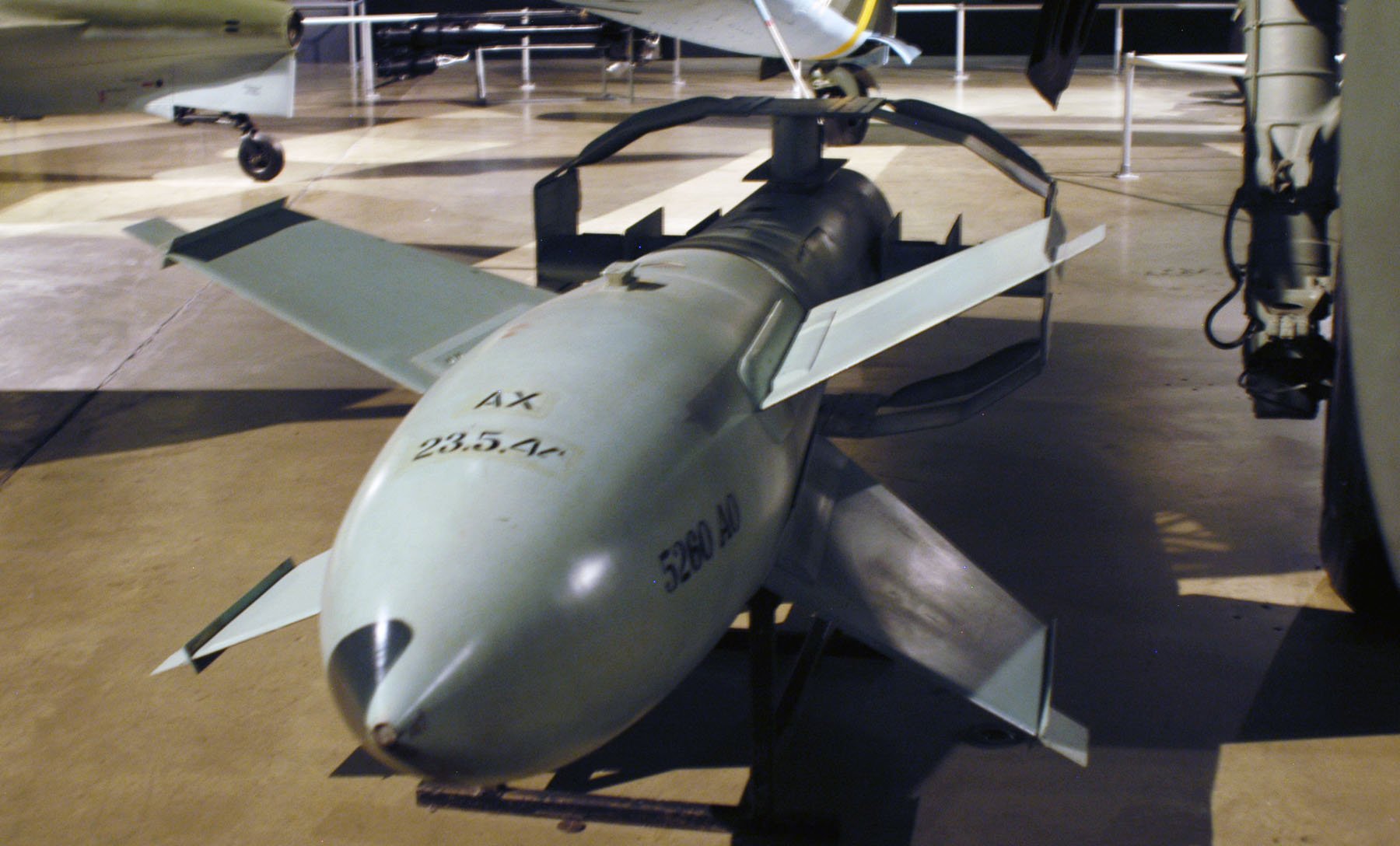
Vista frontal d'una Fritz X exposada al Museu Nacional de la Força Aèria dels Estats Units.

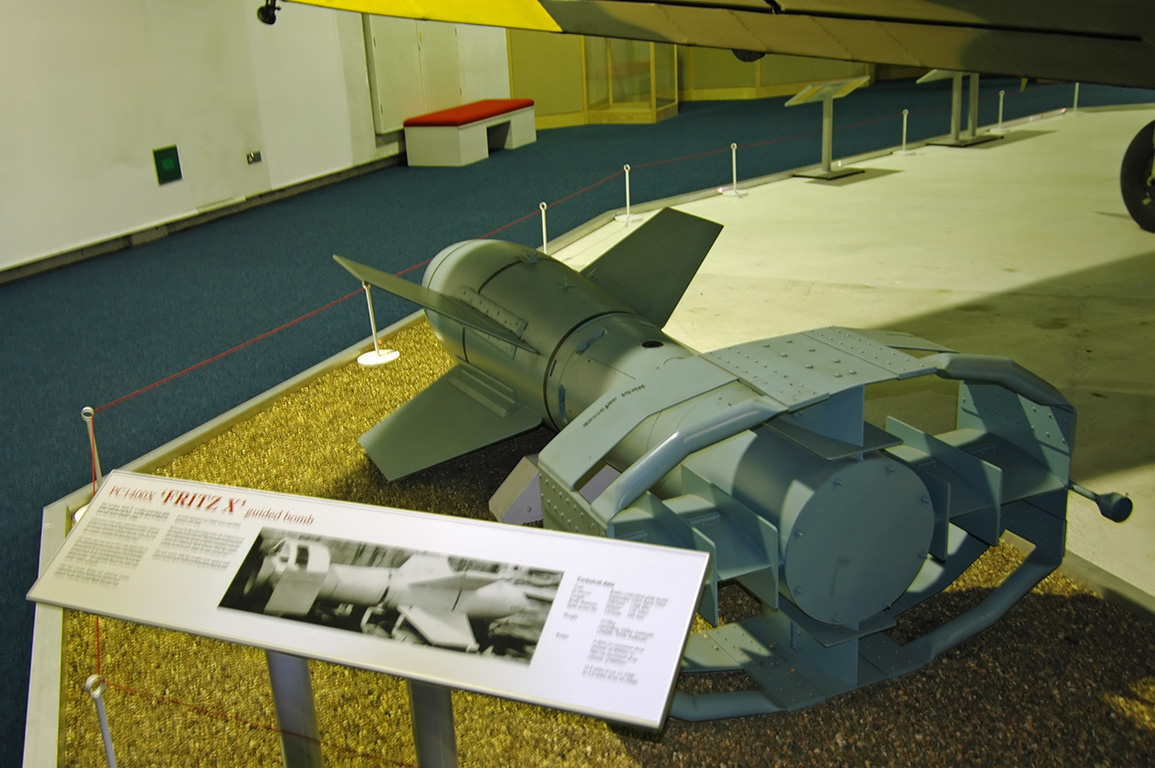
Vista del darrere d'una Fritz X exposada al Museu de la Reial Força Aèria Britànica de Londres.

La Fritz X va ser desplegada el 29 d'agost de 1943, i el 9 de setembre d'aquest mateix any la Luftwaffe va aconseguir la seva major victòria emprant-ne. Després de l'armistici d'Itàlia amb els aliats, la flota italiana a La Spezia va salpar i va posar rumb a Malta. Per evitar que els vaixells caiguessin en mans aliades, 12 Dornier Do 217 del III Gruppe del KG100 van enlairar-se per interceptar-los, cadascun carregant una Fritz X. El Cuirassat Roma, el vaixell insígnia de la flota italiana, va rebre dos impactes llençats des d'una altitud de 6500 metres i es va enfonsar després d'una explosió en el seu arsenal de municions. Van morir l'Almirall Carlo Bergamini, juntament amb uns 1400 homes. En aquesta mateixa acció, el seu buc germà Cuirassat Littorio també resultar danyat.
Una setmana després, els alemanys van aconseguir tres impactes en el cuirassat britànic HMS Warspite que estava donant suport al desembarcament aliat a Salern, Itàlia (nom en codi: Operació Allau). Una de les bombes va penetrar 06:00 cobertes abans d'explotar contra el fons del vaixell, generant un gran forat pel qual van entrar 5.000 tones d'aigua. Malgrat els enormes danys, el vaixell va poder ser remolcat fins a Malta i hi va haver poques baixes.
El sistema de control era susceptible a contramesures electròniques, ja sigui mitjançant ones de ràdio que bloquejaven aquelles emeses des del bombarder llançador, o bé ones de ràdio dirigides a la bomba ordenant-li fer maniobres brusques, com a l'esquerra i avall, de manera que acabés caient fora de control. Per a l'Operació Overlord, la combinació de caces aliats, que impedien l'aproximació de bombarders, i bloquejadors muntats en els vaixells, va evitar que les Fritz X representessin una gran amenaça per a la flota d'invasió. Segons alguns historiadors, el destructor noruec  HNoMS Svenner  va ser impactat per una la matinada del Dia D.
Altres vaixells que van resultar danyats per bombes Fritz X:
- El creuer nord-americà  USS Philadelphia (CL-41)
- El creuer nord-americà  USS Savannah (CL-42)
- El creuer britànic  HMS Uganda (C66)
- El creuer antiaeri britànic  HMS Spartan (95)   (enfonsat)
- El destructor britànic  HMS Janus (F53)   (enfonsat)
- El vaixell hospital  HMHS Newfoundland   (enfonsat)